# Святополк-Четвертинский, Михаил Александр
Князь Михаил Александр Святополк-Четвертинский (19 сентября 1741 — 7 августа 1796, Варшава) — ротмистр народовой кавалерии, староста тушинский (1774) и житомирский (1775), флигель-адъютант последнего короля Речи Посполитой Станислава Августа Понятовского.

## Биография
Представитель польско-литовского княжеского рода Святополк-Четвертинских. Старший сын подкомория королевского, князя Владислава Святополк-Четвертинского (ум. 1785), и Катарины Радзиминской. Младший брат — каштелян черниговский Фелициан Святополк-Четвертинский.
В 1765—1769 годах учился в Варшавской рыцарской школе. Вначале служил хорунжим в гвардейском полку Великого княжества Литовского, в 1768 году был назначен флигель-адъютантом Станислава Августа Понятовского, затем стал ротмистром народовой кавалерии.
В 1773 году был избран от Брацлавского воеводства послом (депутатом) на сейм, вместе с Антонием Святополк-Четвертинским руководил вошел в состав сеймовой делегации, которая под нажимом дипломатов России, Пруссии и Австрии вынуждена была согласиться на первый раздел Речи Посполитой. 18 сентября 1773 года подписал трактат об уступке земель Речи Посполитой России, Пруссии и Австрии.
На сейме 1773—1775 годов Михаил Александр Святополк-Четвертинский получил во владение староство и войтовство тушинское, затем стал старостой житомирским. Был владельцем Губина (Волынское воеводство).
Из-за личного интереса вначале не противодействовал реформам. Был противником конституции 3 мая 1791 года, во Львове агитировал за Тарговицкую конфедерацию.
В 1791 году был награждён Орденом Святого Станислава.

## Семья и дети
Был женат на графине Констанции фон Bruchenthal (ум. 1792), дочери графа Юзефа фон Bruchenthal и Дороты Косс фон дер Эсмел, вдове каштеляна иновроцлавского Яна Скарбека (1710—1772). Их дети:
- Князь Мартин Александр (1778—1825)
- Князь Франтишек (ум. 1818)